# Холаберд, Кэтрин
Кэтрин Холаберд (англ. Katharine Holabird; родилась 23 января 1948 года) — американская детская писательница, наиболее известная как автор серии про мышку «Анджелина Балерина».

## Биография
Родилась в Кембридже, штат Массачусетс, США. 
Была второй из четырех дочерей. Холаберд выросла в Чикаго. В 1969 году получила степень бакалавра литературы в Беннингтонском колледже в Вермонте, а затем в течение года после окончания учёбы работала в Беннингтонском колледже литературным редактором.
Затем Холаберд работала в Италии в качестве внештатного журналиста, где познакомилась со своим будущем мужем Майклом Хаггиагом. Они поженились в 1974 году и переехали в Лондон, где она продолжала писать и работала в детском саду. У неё родились две дочери, Тара и Александра.
Позже Холаберд познакомился с лондонским фотографом и художником Хелен Крейг. В течение следующих нескольких лет Крейг проиллюстрировал несколько мини-книг в книжной серии «Анджелина Балерина». В 1983 году у неё родился третий ребенок, Адам.
В 1983 году вышла первая детская книга Холаберда «Анджелина Балерина». Её сын Адам стал её источником вдохновения для персонажа Генри, а характер Анджелины был вдохновлен любовью её дочерей к переодеванию и танцам. Холаберд написала первый набросок Анджелины Балерины за кухонным столом. Первое американское издание книги «Анджелина Балерина» вышло в свет в 1984 году. За это произведение в 1986 и 1987 годах она получила награду «ALA Notable Book Awards».
В 1988 году Холаберд опубликовала книгу «Александр и дракон», свою первую книгу об Александре, предназначенную для детей дошкольного возраста. В 1990 году Холаберд написал продолжение - «Александр и волшебная лодка». В 1990 году получила награду «British Book Design and Production».
В 1999 году лондонская компания «HIT Entertainment» (известная по фильмам «Паровозик Томас», «Боб Строитель» и «Барни») получила права на экранизацию серии об Анджелине.
Холаберд, помимо родного английского языка, говорит на французском, итальянском и немного на испанском языках. Её любимые книги — «Паутина Шарлотты», «Черная красавица» и серия книг о Гарри Поттере.
Холаберд работает в своей синей комнате в своем лондонском доме и обычно ей требуется от шести до восьми недель, чтобы написать очередную книгу об Анджелине. После этого каждая рукопись книги отправляется Хелен Крейг минимум на три месяца для иллюстрирования. Затем рукопись с рисунками отправляется издателю и обычно публикуется через девять месяцев.
Её последняя книга «Twinkle» рассказывает о девочке-фее, которая учится в Школе музыки и магии фей.